# Robert Jenkins (Politiker, 1769)
Robert Jenkins (* 10. Juli 1769 in Windsor Forges, Lancaster County, Province of Pennsylvania; † 18. April 1848 ebenda) war ein US-amerikanischer Politiker. Zwischen 1807 und 1811 vertrat er den Bundesstaat Pennsylvania im US-Repräsentantenhaus.

## Werdegang
Robert Jenkins besuchte die öffentlichen Schulen seiner Heimat und danach die Select School of Dr. Robert Smith of Pequea. Später arbeitete er in Caernarvon als Leiter einer Eisenschmelze. Im Jahr 1794 war er an der Niederschlagung der Whiskey-Rebellion beteiligt. Gleichzeitig schlug er als Mitglied der Föderalistischen Partei eine politische Laufbahn ein. In den Jahren 1804 und 1805 saß er als Abgeordneter im Repräsentantenhaus von Pennsylvania.
Bei den Kongresswahlen des Jahres 1806 wurde Jenkins im dritten Wahlbezirk von Pennsylvania in das US-Repräsentantenhaus in Washington, D.C. gewählt, wo er am 4. März 1807 die Nachfolge von Isaac Anderson antrat. Nach einer Wiederwahl konnte er bis zum 3. März 1811 zwei Legislaturperioden im Kongress absolvieren. Nach seiner Zeit im US-Repräsentantenhaus ist Robert Jenkins politisch nicht mehr in Erscheinung getreten. Er starb am 18. April 1848 in Windsor Forges.